# Ashes of Inspiration
Ashes of Inspiration è un cortometraggio muto del 1915 diretto da J. Farrell MacDonald. Prodotto dalla Biograph Company e distribuito dalla General Film Company, il film aveva come interpreti José Ruben, Claire McDowell, Ilean Hume, Franklin Ritchie.

## Produzione
Il film fu prodotto dalla Biograph Company.

## Distribuzione
Distribuito dalla General Film Company, il film - un cortometraggio in due bobine - uscì nelle sale cinematografiche statunitensi il 17 agosto 1915. Non si conoscono copie ancora esistenti della pellicola che viene considerata presumibilmente perduta.